# Virginia Slims of Columbus
Il Virginia Slims of Columbus è stato un torneo femminile di tennis che si disputava a Columbus negli USA su campi in terra verde.

## Albo d'oro

### Singolare
| Anno | Campionessa     | Finalista      | Punteggio     |
| ---- | --------------- | -------------- | ------------- |
| 1972 | Rosemary Casals | Françoise Dürr | 6–7, 7–6, 6–0 |
| 1973 | Chris Evert     | Margaret Court | Walkover      |

### Doppio
| Anno | Campionesse                    | Finalista                      | Punteggio |
| ---- | ------------------------------ | ------------------------------ | --------- |
| 1972 | Françoise Dürr / Helen Gourlay | Kerry Harris / Kerry Reid      | 6–4, 6–3  |
| 1973 | Françoise Dürr / Betty Stöve   | Mona Guerrant / Pam Teeguarden | 7–5, 7–5  |